# Train To Sachsenhausen
Train To Sachsenhausen je česká výuková videohra z roku 2022. Hra vyšla na Windows, Android a iOS dne 22. března 2022. Stojí za ní studio Charles Games, které jí vydalo ve spolupráci s obecně prospěšnou společností Živá paměť.

## Hratelnost
Žánrově se hra řadí mezi adventury. Zabývá se událostmi spojenými s uzavřením českých vysokých škol 17. listopadu 1939, následnými studentskými protesty a posléze popravami českých studentů i jejich vězněním v koncentračním táboře Sachsenhausen. Hráč se ujímá studenta účastnícího zmíněných událostí. Důraz je kladen na vyhodnocení každého rozhodnutí hráče, jakožto i vliv na další děj, od kterého se odvíjí konec hry. Hra nabízí hned několik konců.